# Le Virus (téléfilm)
 (février 2025).
Motif : Notoriété encyclopédique ?
- Archive Wikiwix
- Bing
- Cairn
- DuckDuckGo
- E. Universalis
- Gallica
- Google
- G. Books
- G. News
- G. Scholar
- Persée
- Qwant
- (zh) Baidu
- (ru) Yandex
- (wd) trouver des œuvres sur Wikidata

| 1. | Préciser le motif de la pose du bandeau. | Précisez le motif de la pose du bandeau en utilisant la syntaxe suivante : {{admissibilité à vérifier\|date=mars 2025\|motif=remplacez ce texte par le motif}}                           |
| 2. | Informer les utilisateurs concernés.     | Pensez à avertir le créateur de l'article, par exemple, en insérant le code ci-dessous sur sa page de discussion : {{subst:avertissement admissibilité à vérifier\|Le Virus (téléfilm)}} |

Pour les articles homonymes, voir Le Virus.
Pour plus de détails, voir Fiche technique et Distribution.
Le Virus est un film ivoirien réalisé par  KONE Sombaga, sorti le 15 décembre 2007 en Côte d'Ivoire au Cinéma Ivoire et au Cinéma La Fontaine Sococé, à Cocody (Abidjan nord - sortie prévue pour 2008, dans les autres pays francophones), produit par KONE Sombaga. La production a nécessité 10.5 millions de F CFA soit 19 056 euro.
Le premier film réalisé par Bleu Brigitte est composé d'une distribution de rêve avec Fortuné Akakpo, Fanta Coulibaly, Tatiana De MC'Ensira, le chanteur gospel O'Nel Mala, Lolo Diana...
Le film a été tourné à Yopougon, Cocody Angré et au Plateau.

## Sypnosis
Cette satire sociale de 95 min, entièrement tournée en Côte d'Ivoire, traite du thème récurrent des "conséquences de l'ingratitude" comme l'avait déjà fait Léonard Groguhet...
C'est l'histoire d'un jeune Africain nommé Zoka. Malgré un bon bagage intellectuel, il est sous le joug du chômage, mais il vivait heureux avec sa femme. Cette dernière, malgré la situation financière de Zoka, est restée digne et fidèle. Mais c'est au moment où la graine plantée devait donner un fruit que tout va se gâter. Zoka, par l'entremise d'un de ses amis de la fac, est nommé directeur général d'une entreprise d'import-export. Le temps pour lui d'être reconnaissant à la femme qui l'a soutenu dans sa misère. C'est le moment où il trouve que cette dernière n'est pas à la hauteur de ses espérances. Il veut désormais une femme digne de son rang social. Trop sûr de son projet, il fait la connaissance de Samira (joué par la réalisatrice elle-même). Du coup, le rêve de Zoka devient réalité. Il décide de la prendre pour seconde épouse. Mais cette femme pourra-t-elle lui donner le bonheur qu'il recherche tant ? Quel sera le sort de sa première compagne ?

## Fiche technique
- Titre : Le Virus
- Réalisation : Koné Sombaga
- Scénario : Bleu Brigitte
- Musique : Elingan
- Production: Koné Sombaga
- Budget : 10.5 millions de Franc CFA
- Pays d'origine : Côte d'Ivoire
- Format : 35 mm - Couleur
- Durée : 95 minutes
- Date de sortie : 2007

## Distribution
- Bleu Brigitte
- Fortuné Akakpo
- Fanta Coulibaly
- Tatiana de M'C Ensira
- Edith Ehoumau Frédéric
- Serge Abessolo

## Note
1. ↑  (fr) Sur les écrans abidjanais - “Le Virus” de l’ingratitude